# Deep Insanity
Deep Insanity é um projeto japonês de mídia mista criado e produzido pela Square Enix e Ubisoft. Consiste em um mangá intitulado Deep Insanity: Nirvana que começou a serialização na Monthly Big Gangan em janeiro de 2020, um jogo para celular e PC intitulado Deep Insanity: Asylum, que foi lançado em 14 de outubro de 2021, e uma série de anime para televisão de Silver Link intitulada Deep Insanity: The Lost Child, que foi ao ar de outubro a dezembro de 2021.

## Trama
A ação se passa em um mundo onde grande parte da população entrou em coma devido à misteriosa doença chamada "Síndrome de Randolph" durante a eclosão da Terceira Guerra Mundial. É revelado que a doença vem das profundezas do Pólo Sul em um lugar chamado "Asylum", que leva as pessoas a explorar esta nova terra para descobrir uma cura para a doença ou para encontrar o tesouro que esta nova terra contém.
O mangá segue um menino que é imune à doença e um comerciante que vive na Antártica e viaja para o Asilo. O anime se passa entre as histórias do mangá e do videogame e segue o jovem recruta Shigure Daniel Kai, que se junta a "Sleepers" na exploração do Asylum, habitado por monstros chamados "Scarred" e humanos "Exiles", alguns dos quais foram afetados pelo Síndrome de Randolph e são referidos como "Cultistas". O videogame se passa durante o tempo em que 540 milhões de pessoas estão em coma devido à síndrome de Randolph e envolvem o único sobrevivente de um massacre ocorrido em um centro médico.

## Personagens

### Deep Insanity: The Lost Child
Daniel Shigure Kai (時雨・ダニエル・魁, Shigure Danieru Kai)
Voz de: Hiro Shimono (Japonês), Lee George (Português)
New Sleeper recruit who hopes to become a hero. He is assigned to Antarctica Front Platoon 11 where his skilled marksmanship becomes an asset to the group.
Vera Rustamova (ヴェーラ・ルスタモワ, Vēra Rusutamowa)
Voz de: Ami Koshimizu (Japonês), Erica Schroeder (Português)
Antarctica Front Platoon 11 Commander who wields a huge scythe-like weapon and who appears to have the ability to make time repeat.
Leslie Blanc (レスリー・ブラン, Resurī Buran)
Voz de: Kohsuke Toriumi (Japonês), Josh Grelle (Português)
Platoon 11 Executive Officer and leader in the field. He is the most experienced Sleeper on the team and is an excellent swordsman. He formerly dressed as a woman and was romantically involved with Hayden but is killed during a failed mission in the Abyss.
Lawrence "Larry" Jackson (ローレンス・ラリー・ジャクソン, Rōrensu Rarī Jakuson)
Voz de: Yūya Hirose (Japonês), Matt Shipman (Português)
Platoon 11 Sleeper. Due to an accident, he has a prosthetic right arm and a brain injury which has left him with a complete lack of fear or the ability to feel pain.
Reika Kobato (小鳩玲香, Kobato Reika)
Voz de: Ruriko Noguchi (Japonês), Morgan Lauré (Português)
Platoon 11 Sleeper. She has a prosthetic right leg and is an accomplished artist who is interested in manga and anime.
Sumire Motiki (餅木スミレ, Motiki Sumire)
Voz de: Kaede Hondo (Japonês), Kate Bristol (Português)
Platoon 11 Sanity Anchor after failing to meet the Sleeper entrance criteria. A former pop idol who was exploited and is embarrassed about her past.
James Chan (ジェームス・チャン, Jēmusu Chan)
Voz de: Hiromichi Tezuka (Japonês), Alan Lee (Português)
Konron Enterprises Antarctic Branch Chief.
Nicholas Kruger (ニコラス・クルーガー, Nikorasu kurūgā)
Voz de: Takahiro Shimada (Japonês), Luis Bermudez (Português)
Ararat Strategic Commander.
Solvy Sveien (ソールヴァイ・スヴェーエン, Sōruvuai Suvuēen)
Voz de: Misa Ishii (Japonês), Natalie Van Sistine (Português)
Antarctic Branch Chief.
Hayden (エイデン, Eiden)
Voz de: Ryota Suzuki
He works for an organization whose motives are unknown. He has a severe haircut with shaved sides and usually wears dark pointed tip sunglasses and is a former boyfriend of Leslie.
Nadia (ナディア)
Voz de: Chitose Morinaga
She has the appearance of a young girl and wears a garland of small flowers in her hair. She works for Hayden and commands two blue, vicious, rabbit-like animals, Kamezou and Usazou, which she carries in a backpack.
EL-Cee (Elsie) (エルシー, Erushī)
Voz de: Takako Tanaka (Japonês), Courtney Meeker (Português)
A young Exile girl living in an oasis area of the Asylum. She is viewed by Exile Cultists as the "Child of God" with the power to end the world and becomes the target of various groups in Antarctica for their own objectives.

### Deep Insanity: Asylum
Wu Innominetas (ウー・イノミネタス, Ū Inominetasu)
Voz de: Yūichirō Umehara
Morris Matsuo Fukuzawa (松尾・モリス・福沢, Matsuo Morisu Fukuzawa)
Voz de: Kengo Kawanishi
Erika Makishi (真喜志エリカ, Makishi Erika)
Voz de: Miyu Tomita
Manuela Rodriguez (マヌエラ・ロドリゲス, Manuera Rodorigesu)
Voz de: Manami Numakura
Penthesilea (ペンテシレイア, Penteshireia)
Voz de: Hina Kino
Jade Gabriel Ozon (ジェイド・ガブリエル・オゾン, Jeido Gaburieru Ozon)
Voz de: Konomi Kohara
Maxine Kramer (マキシーン・クラーマー, Makishīn kurāmā)
Voz de: Naomi Ōzora
Delia Goldilocks (デリア・ゴルディロックス, Deria Gōrudirokkusu)
Voz de: Shizuka Itō
Very Bad Man (ベリー・バッドマン, Berī Baddoman)
Voz de: Sarah Emi Bridcutt
Aristarkh (アリスタルフ, Arisutarufu)
Voz de: Rikiya Koyama
Blake Loong (ブレイク・ロン, Bureiku Ron)
Voz de: Yūki Ono
Alejandro Mendoza (アレハンドロ・メンドーサ, Arehandoro Mendōsa)
Voz de: Hiroki Gotō
Fatima Sara (ファティマ・サラ, Fatima Sara)
Voz de: Hiroko Kiso
Master Karateka (マスターカラテカ, Masutā Karateka)
Voz de: Yasuhiro Mamiya

## meios de comunicação

### Mangá
Uma série de mangá com história de Norimitsu Kaihō e Makoto Fukami e arte de Etorouji Shiono intitulada Deep Insanity: Nirvana foi serializada na revista de mangá seinen da Square Enix, Monthly Big Gangan, desde 24 de janeiro de 2020. O mangá terminará a serialização em 25 de março de 2023. Os dois primeiros volumes tankōbon do mangá foram lançados em 25 de setembro de 2021.

### anime
Uma série de anime de Silver Link intitulada Deep Insanity: The Lost Child foi ao ar de 13 de outubro a 29 de dezembro de 2021, em Tokyo MX, MBS, BS11, TVA e AT-X. Shin Oonuma dirigiu a série, com Kento Shimoyama lidando com a composição da série, Kazuyuki Yamayoshi desenhando os personagens e Mirai Kodai Gakudan compondo a música da série. O tema de abertura é "Inochi no Tomoshibi" (Light of Life) de Konomi Suzuki, enquanto o tema de encerramento é "Shinjuiro no Kakumei" (Pearl Grey Revolution) de Kashitarō Itō. A Funimation licenciou a série fora da Ásia. Medialink licenciou a série no Sudeste Asiático, Sul da Ásia e Oceania menos Austrália e Nova Zelândia; eles estão transmitindo em seu canal Ani-One no YouTube e Bilibili.

### Jogo
Um jogo para celular e PC intitulado Deep Insanity: Asylum foi lançado em 14 de outubro de 2021, no Japão. O jogo é um título do gênero RPG gratuito com compras no aplicativo. O combate do jogo é baseado em habilidades, é feito em “tempo real” e apresenta opções de combate automático e de alta velocidade. Uma prévia do jogo foi lançada para telefones Android em 2 de julho de 2021, no Japão. O jogo encerrou o serviço em 31 de outubro de 2022.

### Mídia social
Um jogo interativo de mídia social que descreve o relato de uma repórter presa em um hospital durante um desastre é assistido por outros usuários de mídia social que podem ajudar a guiá-la para um local seguro, executado de 9 a 30 de julho de 2021, no Twitter.